# Surin (Provinz)

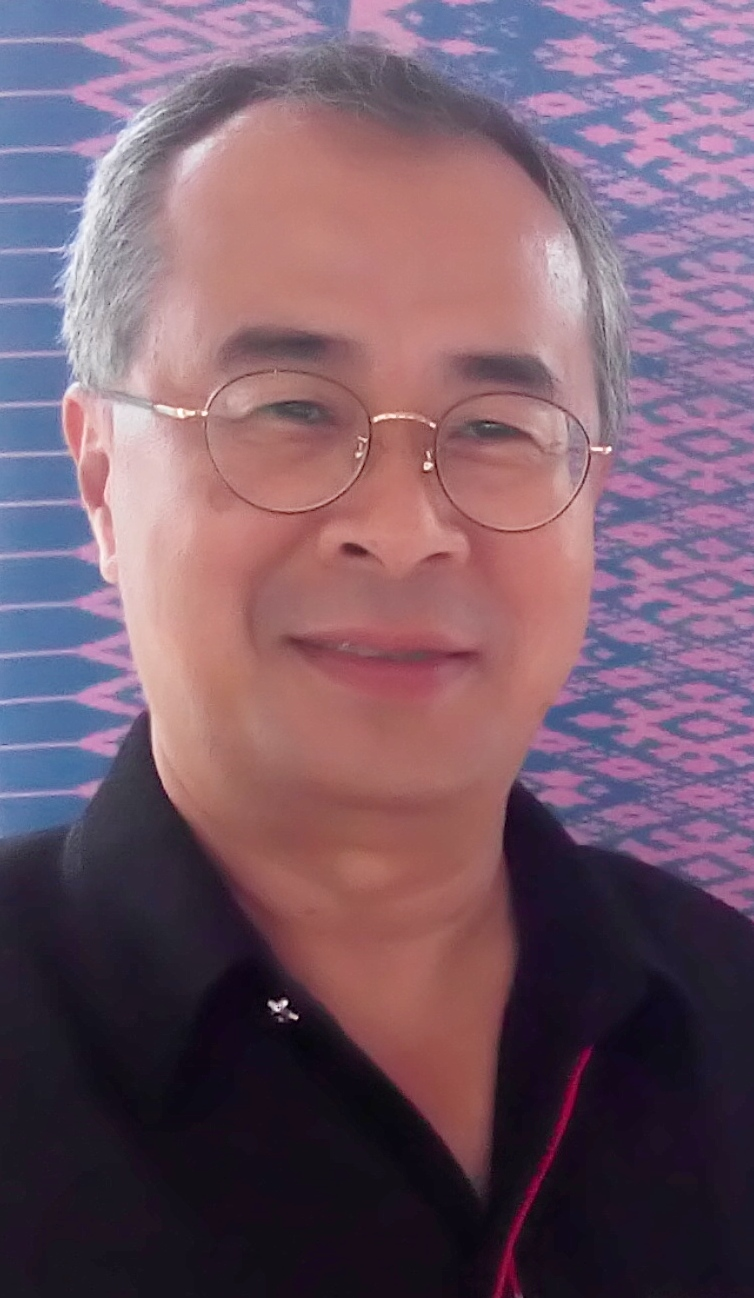
Adthaporn Singhawichai, Gouverneur der Provinz Surin (2017)

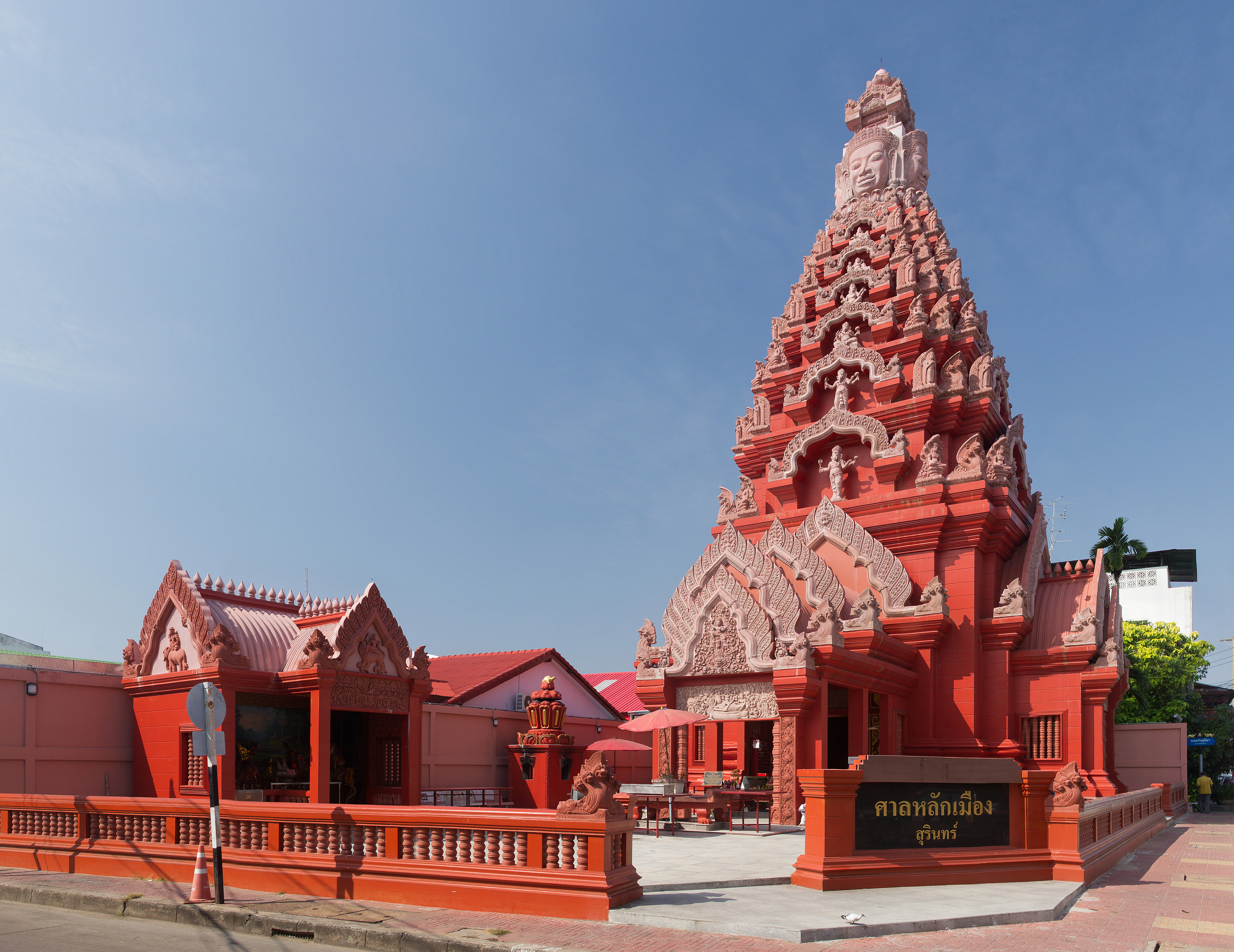
Schrein mit dem Stadtpfeiler (Lak Müang) von Surin

Surin (thailändisch สุรินทร์ [sùʔrin]) ist eine Provinz (Changwat) in der Nordostregion von Thailand, dem Isan. Die Hauptstadt der Provinz Surin heißt ebenfalls Surin.

## Geographie
Die Provinz Surin liegt im südlichen Teil des Nordostens von Thailand. Im Norden der Provinz hat sich der Mae Nam Mun (Mun-Fluss) ein Tal gegraben und fließt dem Mekong zu. Der Süden wird fast ausschließlich von den Dongrek-Bergen eingenommen, die auch eine natürliche Grenze zu Kambodscha bilden. Die Fläche der Provinz beträgt 8.124 km² (≈5.077.535 Rai).
| Benachbarte Provinzen und Gebiete: | Benachbarte Provinzen und Gebiete:                  |
| ---------------------------------- | --------------------------------------------------- |
| Norden                             | Maha Sarakham und Roi Et                            |
| Osten                              | Si Sa Ket                                           |
| Süden                              | Landesgrenze zu Kambodscha (Provinz Oddar Meanchey) |
| Westen                             | Buri Ram                                            |

### Klima
Das Klima ist tropisch-monsunal. Während der heißen Jahreszeit von März bis Juni ist das Land praktisch ausgedörrt, während der anschließenden Regenzeit kommt es häufig zu verheerenden Überschwemmungen. Diesem fatalen Kreislauf begegnet man mit der Schaffung von künstlichen Wasserreservoiren, die in der Hitzeperiode Wasser abgeben, das sie während der Regenzeit aufstauen können.
Die Höchsttemperatur im Jahr 2009 betrug 36,0 °C, die tiefste Temperatur wurde mit 14,0 °C gemessen. An 120 Regentagen fielen in demselben Jahr 1534,8 mm Niederschlag.
|                        | Jan   | Feb   | Mär   | Apr   | Mai   | Jun   | Jul   | Aug   | Sep   | Okt   | Nov   | Dez   |   |         |
| Mittl. Temperatur (°C) | 24,00 | 26,45 | 29,05 | 29,95 | 29,25 | 28,60 | 28,15 | 27,90 | 27,55 | 26,95 | 25,35 | 23,70 | ⌀ | 27,2    |
| Mittl. Tagesmax. (°C)  | 31,1  | 33,3  | 35,4  | 35,9  | 34,3  | 33,1  | 32,5  | 32,1  | 31,6  | 31,1  | 30,5  | 30,1  | ⌀ | 32,6    |
| Mittl. Tagesmin. (°C)  | 16,9  | 19,6  | 22,2  | 24,0  | 24,2  | 24,1  | 23,8  | 23,7  | 23,5  | 22,8  | 20,2  | 17,3  | ⌀ | 21,9    |
|                        |       |       |       |       |       |       |       |       |       |       |       |       |   |         |
| Niederschlag (mm)      | 2,7   | 11,0  | 22,8  | 92,3  | 176,0 | 178,3 | 201,5 | 212,1 | 276,8 | 124,9 | 22,5  | 1,7   | Σ | 1.322,6 |
|                        |       |       |       |       |       |       |       |       |       |       |       |       |   |         |
| Regentage (d)          | 1     | 2     | 4     | 8     | 15    | 17    | 17    | 19    | 19    | 11    | 4     | 1     | Σ | 118     |

| 16,9 |

| 19,6 |

| 22,2 |

| 24,0 |

| 24,2 |

| 24,1 |

| 23,8 |

| 23,7 |

| 23,5 |

| 22,8 |

| 20,2 |

| 17,3 |

| 16,9 |

| 19,6 |

| 22,2 |

| 24,0 |

| 24,2 |

| 24,1 |

| 23,8 |

| 23,7 |

| 23,5 |

| 22,8 |

| 20,2 |

| 17,3 |

| N i e d e r s c h l a g | 2,7 | 11,0 | 22,8 | 92,3 | 176,0 | 178,3 | 201,5 | 212,1 | 276,8 | 124,9 | 22,5 | 1,7 |
|                         | Jan | Feb  | Mär  | Apr  | Mai   | Jun   | Jul   | Aug   | Sep   | Okt   | Nov  | Dez |

## Wirtschaft und Bedeutung

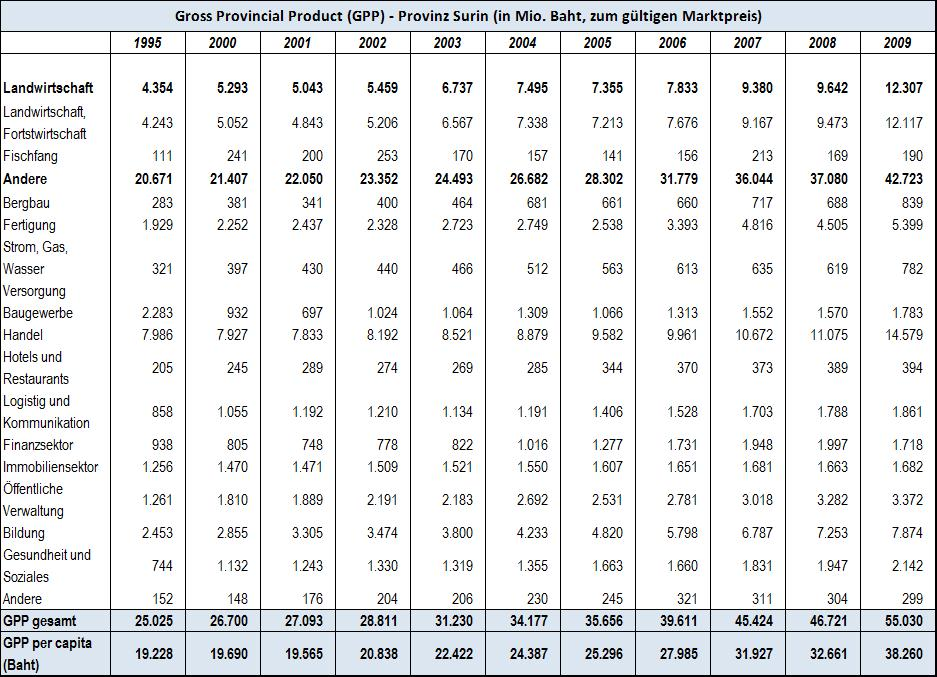
Gross Provincial Product der Provinz Surin, 1995 bis 2009

Im Zuge der Asienkrise 1997 war auch die Wirtschaft der Provinz Surin betroffen. Allerdings wurden die verschiedenen Sektoren der Wirtschaft nicht gleichmäßig betroffen. Die Auswirkungen waren jedoch erst im Jahr 1999 vollständig zu bemerken, das „Gross Provincial Product“ (Bruttoinlandsprodukt) fiel in diesem Jahre fast auf den Stand von 1995 zurück. Danach erholt sich das GPP langsam wieder. Siehe auch nebenstehende Grafik.
Im Jahr 2009 betrug das Gross Provincial Product der Provinz 55.030 Millionen Baht, dass GPP pro Kopf betrug 38.260 Baht. Der Mindestlohn der Provinz liegt bei 162 Baht pro Tag (etwa 4 €).

### Gross Provincial Product zwischen 1995 und 2000
Das Gross Provincial Product vor, während und nach der Asienkrise 1997.
| 1995             | 1996             | 1997             | 1998             | 1999             | 2000             |
| ---------------- | ---------------- | ---------------- | ---------------- | ---------------- | ---------------- |
| 25.025 Mio. Baht | 27.314 Mio. Baht | 28.590 Mio. Baht | 29.044 Mio. Baht | 25.341 Mio. Baht | 26.700 Mio. Baht |

Daten vom Office of the National Economic and Social Development Board:

### Daten
Die unten stehende Tabelle zeigt den Anteil der Wirtschaftszweige am Gross Provincial Product in Prozent.
| Wirtschaftszweig | 2006 | 2007 | 2008 |
| ---------------- | ---- | ---- | ---- |
| Landwirtschaft   | 19,5 | 20,2 | 19,3 |
| Industrie        | 8,6  | 10,7 | 9,5  |
| Andere           | 71,9 | 69,1 | 71,2 |

Alle Angaben in %

### Landnutzung
Für die Provinz ist die folgende Landnutzung dokumentiert:
- Waldfläche: 582.005 Rai (363,8 km²), 11,5 % der Gesamtfläche
- Landwirtschaftlich genutzte Fläche: 3.949.353 Rai (2.468,3 km²), 77,8 % der Gesamtfläche
- Nicht klassifizierte Fläche: 546.178 Rai (341,4 km²), 10,8 % der Gesamtfläche

Surin lebt von der Landwirtschaft. Die Provinz hat insgesamt 1.191 Feuchtgebiete mit einer Fläche von 152 km², die mehr oder weniger intensiv für die Landwirtschaft genutzt werden.

## Geschichte

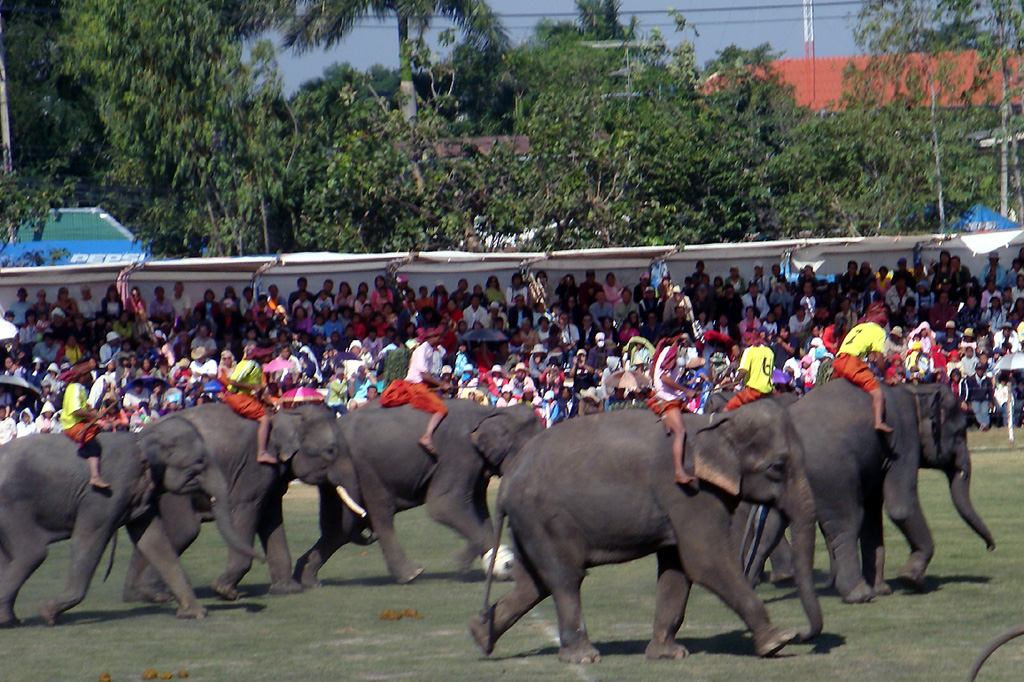
Jeden November findet in Surin ein großes Elefantenfest statt (Abbildung 2009).

Surin war während des 11. und 12. Jahrhunderts ein wichtiger Teil des Khmer-Reiches von Angkor. Aus dieser Zeit finden sich auch zahlreiche Beispiele von Tempelruinen. 1763 wurde eine Siedlung an die Stelle der heutigen Provinzhauptstadt verlegt und als Stadt neu errichtet. Diese Stadt hieß zunächst Mueang Prathai Saman.
Das zeitgenössische Oberhaupt der alten Siedlung, Luang Surin Phakdi, wurde der erste Gouverneur der neu errichteten Provinz. Im Jahr 1786 erhielt sie ihren heutigen Namen in Anerkennung des ersten Gouverneurs.
Siehe auch: Geschichte Thailands und entsprechender Eintrag in Surin

## Bevölkerung
Die Mehrheitsbevölkerung der Provinz (schätzungsweise 70 %) sind ethnische Khmer oder deren Nachfahren. Allerdings haben 99,5 % die thailändische Staatsbürgerschaft. Infolge der „Thaiisierung“ ist der Anteil der aktiven Khmer-Sprecher im Rückgang begriffen. Während bei der Volkszählung im Jahr 1990 noch 63,4 % als Erstsprache Khmer oder das verwandte Kuy angaben, waren es 2000 nur noch 47,2 %. Die Gruppe der nördlichen, außerhalb Kambodschas lebenden Khmer und ihr Dialekt (der sich deutlich von dem in Kambodscha gesprochenen Zentral-Khmer unterscheidet) werden nach der Provinz auch Surin-Khmer genannt. Fast alle Khmer-Sprecher sind (mindestens) bilingual und sprechen auch Standard-Thai und/oder Isan-Lao. Insbesondere in den größeren Städten verdrängen Thai und Isan das Khmer, das in Schulen nur informell und in den Medien fast gar nicht verwendet wird.

## Symbole
Das Siegel der Provinz Surin zeigt einen buddhistischen Tempel (Wat) im Khmer-Stil und den Kopf eines Elefanten. Beide sind in der Provinz zahlreich anzutreffen.
Die lokale Pflanze ist der Gemeine Tembusu (Fagraea fragrans).
Der Wahlspruch der Provinz Surin lautet:
Surin ist die Stadt großer Elefanten,

Hier wird Seide ausgezeichneter Qualität gewoben,

Berühmt für Zuckerrüben und Duftreis

zusammen mit vielen Burgen und Kulturen vieler Kulturen.

## Verwaltungseinheiten

### Provinzverwaltung
Die Provinz Surin ist in 17 Amphoe (‚Bezirke‘ oder ‚Landkreise‘) gegliedert. Diese sind weiter unterteilt in 158 Tambon (‚Unterbezirke‘ oder ‚Gemeinden‘) und 2011 Muban (‚Dörfer‘).
| \| Nr. \| Amphoe \| Thai \| \| Nr. \| Amphoe \| Thai \| \| --- \| -------------------- \| ---------------- \| \| --- \| ---------------------- \| ----------------- \| \| 1 \| Amphoe Mueang Surin \| (อำเภอเมืองสุรินทร์) \| \| 10 \| Amphoe Sangkha \| (อำเภอสังขะ) \| \| 2 \| Amphoe Chumphon Buri \| (อำเภอชุมพลบุรี) \| \| 11 \| Amphoe Lamduan \| (อำเภอลำดวน) \| \| 3 \| Amphoe Tha Tum \| (อำเภอท่าตูม) \| \| 12 \| Amphoe Samrong Thap \| (อำเภอสำโรงทาบ) \| \| 4 \| Amphoe Chom Phra \| (อำเภอจอมพระ) \| \| 13 \| Amphoe Buachet \| (อำเภอบัวเชด) \| \| 5 \| Amphoe Prasat \| (อำเภอปราสาท) \| \| 14 \| Amphoe Phanom Dong Rak \| (อำเภอพนมดงรัก) \| \| 6 \| Amphoe Kap Choeng \| (อำเภอกาบเชิง) \| \| 15 \| Amphoe Si Narong \| (อำเภอศรีณรงค์) \| \| 7 \| Amphoe Rattanaburi \| (อำเภอรัตนบุรี) \| \| 16 \| Amphoe Khwao Sinarin \| (อำเภอเขวาสินรินทร์) \| \| 8 \| Amphoe Sanom \| (อำเภอสนม) \| \| 17 \| Amphoe Non Narai \| (อำเภอโนนนารายณ์) \| \| 9 \| Amphoe Sikhoraphum \| (อำเภอศีขรภูมิ) \| \| \| \| \| |                      |                  |  |     |                        |                   |
| Nr. | Amphoe               | Thai             |  | Nr. | Amphoe                 | Thai              |
| 1 | Amphoe Mueang Surin  | (อำเภอเมืองสุรินทร์) |  | 10  | Amphoe Sangkha         | (อำเภอสังขะ)       |
| 2 | Amphoe Chumphon Buri | (อำเภอชุมพลบุรี)    |  | 11  | Amphoe Lamduan         | (อำเภอลำดวน)      |
| 3 | Amphoe Tha Tum       | (อำเภอท่าตูม)      |  | 12  | Amphoe Samrong Thap    | (อำเภอสำโรงทาบ)   |
| 4 | Amphoe Chom Phra     | (อำเภอจอมพระ)    |  | 13  | Amphoe Buachet         | (อำเภอบัวเชด)      |
| 5 | Amphoe Prasat        | (อำเภอปราสาท)    |  | 14  | Amphoe Phanom Dong Rak | (อำเภอพนมดงรัก)    |
| 6 | Amphoe Kap Choeng    | (อำเภอกาบเชิง)    |  | 15  | Amphoe Si Narong       | (อำเภอศรีณรงค์)     |
| 7 | Amphoe Rattanaburi   | (อำเภอรัตนบุรี)     |  | 16  | Amphoe Khwao Sinarin   | (อำเภอเขวาสินรินทร์) |
| 8 | Amphoe Sanom         | (อำเภอสนม)       |  | 17  | Amphoe Non Narai       | (อำเภอโนนนารายณ์)  |
| 9 | Amphoe Sikhoraphum   | (อำเภอศีขรภูมิ)     |  |     |                        |                   |

### Lokalverwaltung
Für das ganze Gebiet der Provinz besteht eine Provinz-Verwaltungsorganisation (องค์การบริหารส่วนจังหวัด, kurz อบจ., Ongkan Borihan suan Changwat; englisch Provincial Administrative Organization, PAO).
In der Provinz gibt es des Weiteren 28 Thesaban (‚Kommunen‘) – darunter eine „Stadt“ (die Provinzhauptstadt Surin) und 27 „Kleinstädte“. Außerdem gibt es 144 Tambon-Verwaltungsorganisationen für die ländlichen Gebiete, die zu keiner Kommune gehören.